# Calanthe oblanceolata
Calanthe oblanceolata är en orkidéart som beskrevs av Jisaburo Ohwi och Tetsuo Michael Koyama. Calanthe oblanceolata ingår i släktet Calanthe och familjen orkidéer. Inga underarter finns listade i Catalogue of Life.